# Alice Parizeau
Pour les articles homonymes, voir Parizeau.
Alice Parizeau, née Alicja Poznańska le 25 juillet 1930 à Łuniniec et morte le 30 septembre 1990  à Outremont, est une écrivaine, journaliste et criminologue québécoise d'origine juive polonaise. Elle était par ailleurs l'épouse de l'homme politique Jacques Parizeau.

## Biographie
Dès 1935, la possibilité d'une guerre fait l'objet de discussions dans le foyer de la petite Alice. Dès l'âge de dix ans, pendant la Seconde Guerre mondiale, elle rejoint le Maquis. Elle est agente de liaison dans l'armée de l'intérieur (Armia Krajowa). À cette époque, Alice Parizeau fait partie du mouvement scout et il lui paraît normal de distribuer des journaux clandestins et de recevoir une éducation aussi clandestine dans la maison de ses professeurs. En 1942, le père d'Alice est emprisonné. Elle aura comme première réaction de se dire qu'avec ses amis, elle va le faire libérer, mais elle ne le verra plus jamais. En 1943, la mère d'Alice meurt à son tour, la laissant orpheline.
En 1944, elle participe aux batailles sur les barricades durant l'Insurrection de Varsovie. Après deux mois, elle est capturée et devient une des prisonnières de guerre incarcérée dans le camp de concentration de Bergen-Belsen (Allemagne). Elle reçoit à la fin du conflit la Croix de guerre pour preuve de courage face à l'ennemi. Envoyée à Paris par sa famille, elle y termine ses études et décroche successivement un baccalauréat français, une licence en droit et un diplôme en sciences politiques.
En 1955, elle se rend au Québec pour les vacances et, devant l'offre d'être en charge d'une bibliothèque, renonce à rentrer en France. Elle épouse Monsieur Jacques Parizeau le 2 avril 1956. Le couple aura deux enfants, Isabelle et Bernard. 
Après son mariage, elle devient officier de réhabilitation pour la Ville de Montréal, puis journaliste, notamment à la revue Cité libre et au journal La Presse. Elle est ensuite recherchiste à Radio-Canada, puis titulaire de recherche en criminologie à l'Université de Montréal.
En littérature, elle publie des romans dès les années 1960, dont Rue Sherbrooke ouest (1967), mais le succès ne lui vient qu'avec la parution en 1981 de Les lilas fleurissent à Varsovie qui remporte en 1982 le premier Prix européen de l'Association des écrivains de langue française. Premier tome d'une trilogie, Les lilas fleurissent à Varsovie sera suivi de La charge des sangliers (1982) et Ils se sont connus à Lwow (1985)
Un événement politique aura marqué sa carrière: en 1988, elle reçoit l’Ordre du Canada. Les journaux ont largement fait état de la polémique au sujet de cette femme d’un indépendantiste, elle-même en faveur de la séparation du Québec, qui acceptait un honneur fédéral canadien.
Se sachant atteinte d'un cancer du poumon incurable, elle écrira une autobiographie, Une femme, qui sera publiée à titre posthume en 1991. L'auteure y remonte le fil de son existence, partagée entre l'amour viscéral pour une Pologne déchirée et un exil salutaire, au côté de son mari Jacques Parizeau, ancien ministre des Finances du gouvernement de René Lévesque et futur Premier ministre du Québec de 1994 à 1996. Elle succombera à la maladie le 30 septembre 1990, dans sa maison d'Outremont. Plus de mille personnes viendront lui dire adieu à l'église Saint-Germain d'Outremont, à Montréal.
Le fonds d’archives Alice Parizeau est conservé au centre d’archives de Montréal de Bibliothèque et Archives nationales du Québec.

## Œuvre

### Romans
- Fuir, Déom, 1963
- Survivre, Cercle du Livre de France, 1964
- Rue Sherbrooke ouest, CLF, 1967
- Les Militants, CLF, 1974
- Les lilas fleurissent à Varsovie, 1981 - Prix littéraire européen de l'Association des écrivains de langue française en 1982
- La Charge des sangliers, CLF, 1982
- Côte-des-Neiges, CLF, 1983
- Ils se sont connus à Lwow, CLF, 1985
- L'Amour de Jeanne, Pierre Tisseyre, 1986
- Blizzard sur Québec, Éditions Québec Amérique, 1987
- Nata et le professeur, Éditions Québec Amérique, 1987

### Autres publications
- Voyage en Pologne, Éditions du jour, 1962
- Les Solitudes humaines, Les écrits du Canada français, 1962
- Une Québécoise en Europe "rouge", Fidès, 1965
- L'Adolescent et la Société, Charles Dessart, Bruxelles, 1972
- Ces jeunes qui nous font peur, René Ferron, 1974
- L'Envers de l'enfance, Éditions La Presse, 1976
- Le Placement familial de l'enfance, 1976
- Le Traitement de la criminalité au Canada, Presses de l'université de Montréal, 1977 (coll.)
- Les Condamnés à des sentences intermittentes et les modes d'application de cette mesure judiciaire, 1977
- Protection de l'enfant : échec ?, 1979
- Recherche sur le rapport présentenciel, 1981
- Rapport présentenciel et politiques criminelles, 1981
- Mais comment tuer le dogme ?, Leméac, 1989
- Un été, un enfant, Éditions Québec Amérique, 1990
- Une femme, Leméac, 1991

## Honneurs
- Croix de guerre, reçue après l'insurrection de Varsovie
- Officière de l'Ordre du Canada
- Prix littéraire européen de l'Association des écrivains de langue française pour Les lilas fleurissent à Varsovie